# Жиленці
Жи́ленці (болг. Жиленци) — село в Кюстендильській області Болгарії. Входить до складу общини Кюстендил.

## Населення
За даними перепису населення 2011 року у селі проживала 1161 особа.
Національний склад населення села:
| Національність   | Кількість осіб | Відсоток |
| ---------------- | -------------- | -------- |
| болгари          | 1118           | 99,3%    |
| турки            | 0              | 0%       |
| цигани           | 0              | 0%       |
| інша             | 4              | 0,4%     |
| не визначились   | 4              | 0,4%     |
| Всього відповіли | 1126           |          |

Розподіл населення за віком у 2011 році:
Динаміка населення: